# (5932) Prutkov
(5932) Prutkov (1976 GO3) – planetoida z pasa głównego asteroid okrążająca Słońce w ciągu 4,29 lat w średniej odległości 2,64 j.a. Odkryta 1 kwietnia 1976 roku.